# Szumátrai ricsóka
A szumátrai ricsóka (Corydon sumatranus) a madarak osztályának verébalakúak (Passeriformes) rendjébe, a ricsókafélék (Eurylaimidae) családjába tartozó Corydon nem egyetlen faja.

## Rendszerezése
A fajt Thomas Stamford Raffles írta le 1822-ben, a Coracias nembe Coracias Sumatranus néven. René Primevère Lesson 1828-ban írta le a Corydon nemet, ide helyezték egyedüli fajként.

## Alfajai
- Corydon sumatranus brunnescens Hartert, 1916
- Corydon sumatranus laoensis Meyer de Schauensee, 1929
- Corydon sumatranus orientalis Mayr, 1938
- Corydon sumatranus sumatranus (Raffles, 1822)[2]

## Előfordulása
Brunei, Kambodzsa, Indonézia, Laosz, Malajzia, Mianmar, Szingapúr, Thaiföld, és Vietnám területén honos. A természetes élőhelye szubtrópusi és trópusi síkvidéki és hegyi esőerdők, mocsári erdők.

## Megjelenése
Testhossza 24–28,5 centiméter, testtömege 140 gramm.

## Életmódja
Rovarokkal táplálkozik.